# Ryan McBride
Ryan McBride (Derry, 15 dicembre 1989 – Derry, 19 marzo 2017) è stato un calciatore nordirlandese, di ruolo difensore.

## Carriera
McBride ha giocato per l'intera carriera nel Derry City. Ha esordito nella League of Ireland in data 20 maggio 2011, subentrando ad Emmet Friars nel pareggio per 1-1 maturato sul campo dei Bray Wanderers. Il 21 maggio 2012 ha trovato la prima rete, nella vittoria casalinga per 3-2 sempre sui Bray Wanderers. Ha successivamente contribuito ai successi nella League of Ireland Cup 2011 e nella FAI Cup 2012. È stato anche capitano del Derry City.
Il 19 marzo 2017 è stato ritrovato morto all'età di 27 anni all'interno della propria abitazione di Derry per infarto del miocardio

## Palmarès

### Club

#### Competizioni nazionali
- Coppa d'Irlanda: 1

Derry City: 2012
- Coppa di Lega irlandese: 1

Derry City: 2011
- League of Ireland First Division: 1

Derry City: 2010